# Kneževa palača u Hvaru
Kneževa palača, odnosno komunalna palača, bivša građevina u gradu Hvaru. Od nje su ostali danas ostatci, koji su dio kulturno-povijesne cjeline Hvara, zaštićenog kulturnog dobra.
Palača je bila rezidencijalni kompleks na glavnom gradskom trgu, najvećem u Dalmaciji. Sagrađena je uz gradsku ložu, na lokaciji koja je bila važna i u predmletačkim vremenima. Ovdje je još u starom vijeku postojala villa ili rezidencijalna zgrada, vjerojatno nekog ondašnjeg vladara. Kneževa palača je podignuta u mletačko doba, kad je imala i najveću ulogu i kada su knezovi i providuri ključne osobe, a svaki je ostavio trag u Hvaru. S romaničkom kulom sa satom (Lerojem) činila je sklop i bili su u sustavu obrambenih zidina grada. Osmanlije su ju spalili prigodom napada na Hvar kolovoza 1571. godine.
Knežev dvor odnosno Kneževu palaču činile su Gornja i Donja palača. Donja je bila gdje je danas ulaz u hotel. Područje oko palače krasili su brojni kameni kipovi lavova, simbola mletačke vlasti. Veći lav koji je danas u sklopu hotela najstariji je sačuvani u gradu Hvaru, a u Hvar ga je dao postaviti hvarski knez Francesco Giusti 1462. na t.zv. Gornju palaču Kneževog dvora. Izgledom više sliči na vola ili psa, što je posljedica činjenice da kipar nikad nije vidio lava uživo. Manji lav je u hotelu i isklesan je 1483. godine. Prije je bio na t.zv. Donjoj palači Kneževog dvora. Lav su isklesane vene na nogama i ljudske crte lica. Simboličan mu je raspored šapa i simbolizira mletačke kopnene i morske posjede: prednje šape su na kopnu (Stato da Terra) a zadnje na moru (Stato da Mar).
U središnjoj zgradi Kneževe palače bila je kapela Gospe Žalosne koja je imala zvonik. Dao ju je postaviti knez Pietro Semitecolo, koji je obnovio Kneževu palaču i mnoge hvarske važne zgrade i osnovao kazalište.
U dvorištu palače bio je bunar s monumentalnom krunom, jednom od najvećih najvećih kruna (172 cm promjera) u privatnim kućama. Kruna je dekorirana likom zaštitnika grada Hvara sv. Stjepana - pape i mučenika iz prvih stoljeća kršćanstva, te mletačkog simbola - krilatog lava sv. Marka s knjigom.
Poslije propasti Mletačke Republike uloga kneževa nestaje a s njima i palača gubi na važnosti. Palača je sve zapuštenija na kraju srušena na prijelazu 19. U 20.st., a na mjestu nje podignut je 1900. godine lječilišni hotel carice Elizabete (Kurhotel kaiserin Elisabeth). današnji hotel Palace, što je bila turistička politika gradskog načelnika Hvara Josipa Avelinija, koji je pretrpio žestoke kritike zbog rušenja ta povijesnoga upravnog središta Hvara.